# Largs
Largs (en gaèlic escocès: An Ghallda Leargaidh) és una localitat del fiord de Clyde, al consell de North Ayrshire a Escòcia, Regne Unit. Està situat a 53 km de Glasgow. Largs és una popular destinació turística costanera, amb un port.
Els mercats de la ciutat representen els llaços històrics que va tenir amb els vikings i s'hi celebra un festival cada any a principis de setembre. El 1263, hi va tenir lloc de la batalla de Largs entre els noruecs i els exèrcits escocesos.

## Història
Largs va evolucionar a partir de les hisendes del nord de Cunninghame, sobre les quals els Montgomery de Skelmorlie es van convertir en senyors temporals (Lords Temporal) al segle xvii. Sir Robert Montgomerie va construir l'antiga església de Largs el 1636 com a mausoleu de la família. Avui el monument és el que queda de l'antiga església.
Largs va evolucionar fins a convertir-se en un centre turístic costaner ocupat i popular al segle xix. Els grans hotels van aparèixer i el moll es va construir el 1834. El 1895 el ferrocarril va connectar amb Largs, segellant la popularitat de la ciutat.
També es va convertir en un lloc de moda per viure-hi quan s'hi van construir diverses mansions impressionants, entre les quals destaca Netherhall, la residència del físic i matemàtic William Thomson.
Largs va ser el lloc de la batalla de Largs el 1263, en què l'exèrcit escocès va atacar els noruecs per intentar salvar els bucs d'una flota que portava els exèrcits del rei Magnus III de Man i de les Illes i del rei Haakon IV de Noruega.
Els noruecs i habitants de l'Illa de Man havien estat atacant la costa escocesa des de feia algun temps, i els escocesos –sota Alexandre III– havien estat seguint la flota, tractant d'atrapar els seus grups invasors. El resultat d'aquesta confrontació és incert, ja que ambdues parts reclamen la victòria en les seves respectives cròniques i sagues, i l'única font independent de la guerra no esmenta amb detalls la batalla.

## Atractius turístics
Entre els llocs d'interès de Largs, destaca el Vikingar Centre de Barrfields –una mirada interactiva a la història de vida dels vikings–, el Centre Kelburn, Barrfields Pavilion Theatre, el parc Douglas i el Centre Nacional de Capacitació.